# Giorgio Moroder
Giorgio Moroder, eigenlijk: Hansjörg Moroder, (Urtijëi (Ortisei), Italië, 26 april 1940) is een belangrijke Italiaanse componist en muzikant-producer van het discotijdperk.

## Muzikale loopbaan
Giorgio Moroder was vanaf de tweede helft van de jaren zestig werkzaam onder de naam Giorgio en maakte een album onder de naam Einzelgänger. In deze jaren maakte hij zowel Duitstalige als Engelstalige muziek en werkte hij samen met onder meer Wout Steenhuis, Jürgen Wentorf en Jörg Schmeier.
In de loop der jaren heeft Moroder veel verschillende (disco)artiesten geproduceerd en vaak schreef hij, soms samen met Pete Bellotte, de muziek. Hij introduceerde eind jaren '70 de Moog synthesizer in de discomuziek.
Behalve met Donna Summer werkte hij ook met onder meer Sparks (de hits Beat the Clock en The Number One Song in Heaven uit 1979), Freddie Mercury (Love Kills), Nina Hagen, The Sylvers, Philip Oakey (van Human League, voor de soundtrack van 'Electric Dreams') Debbie Harry (Rush Rush), The Three Degrees, Sigue Sigue Sputnik (het nummer "Love Missile F1-11") en Berlin.
Het succesvolst was Moroder in samenwerking met Pete Bellotte. Zij maakten de disco bekend met het produceren en schrijven van muziek voor Donna Summer. Daarbij kunnen de nummers Love to Love You Baby en I Feel Love gezien worden als archetype van de "sexy disco" die al snel veel navolging vond. Daarnaast wordt I Feel Love, oorspronkelijk de B-kant van haar single Can't We Just Sit Down (And Talk It Over), ook gezien als belangrijke (sample-)bron voor en blauwdruk van de latere stroming "House", vanwege een bijna 6 minuten doorstampende computerbeat, vergezeld van een typerende sequencer melodie- en baslijn. Ook de lengte van dit nummer mag als baanbrekend worden gezien, op een 7-inch single.
Vanaf de tweede helft van de jaren zeventig heeft hij voor verschillende speelfilms (deels of geheel) de soundtrack verzorgd, waaronder de films Midnight Express, Flashdance, American Gigolo, Cat People, Top Gun en Scarface. De laatste soundtrack stond weer volop in de belangstelling na het gebruik van deze muziek in het succesvolle computerspel "Grand Theft Auto III". Voor deze soundtracks heeft hij verschillende prijzen, waaronder ook enkele Oscars in ontvangst mogen nemen.
In 2011 won Giorgio Moroder op de World Soundtrack Awards een "Lifetime Achievement Award".
In 2013 kent Giorgio een revival door de samenwerking met Daft Punk. Op het album Random Access Memories staat het nummer Giorgio By Moroder waarin hij zelf vertelt over zijn eigen producerswerk. Ook werkt hij in dat jaar voor Google aan de soundtrack voor een racespel in Google Chrome.
Giorgio Moroder werkt samen met Sia op het inmiddels als single verschenen titelnummer van Giorgio Moroder's nieuwe album: "Déjà Vu". Het album kwam uit op 12 juni 2015, zijn eerste album sinds Forever Dancing dat 23 jaar daarvoor uitkwam. In 2016 is hij ook te gast op het album Retroactive van houseproducer Sharam.
Als autobouwer is Giorgio Moroder eveneens mede-oprichter van het exclusieve Italiaanse supersportwagenmerk Cizeta-Moroder. Het enige model is de V16T die is ontworpen door Marcello Gandini.

## Discografie

### Albums
| Album met eventuele hitnotering(en) in de Nederlandse Album Top 100 | Datum van verschijnen | Datum van binnenkomst | Hoogste positie | Aantal weken | Opmerkingen   |
| ------------------------------------------------------------------- | --------------------- | --------------------- | --------------- | ------------ | ------------- |
| That's Bubblegum - That's Giorgio                                   | 1969                  | -                     | -               | -            |               |
| Giorgio                                                             | 1970                  | -                     | -               | -            |               |
| Son of My Father                                                    | 1972                  | -                     | -               | -            |               |
| Giorgio's Music                                                     | 1973                  | -                     | -               | -            |               |
| Einzelgänger                                                        | 1975                  | -                     | -               | -            |               |
| Knights in White Satin                                              | 1976                  | -                     | -               | -            |               |
| From Here to Eternity                                               | 1977                  | -                     | -               | -            |               |
| Love's in You, Love's in Me                                         | 1978                  | -                     | -               | -            |               |
| E=MC²                                                               | 1979                  | -                     | -               | -            |               |
| Solitary Men                                                        | 1983                  | -                     | -               | -            |               |
| Innovisions                                                         | 1985                  | -                     | -               | -            |               |
| From Here to Eternity ... and Back                                  | 1985                  | -                     | -               | -            | Verzamelalbum |
| Philip Oakey & Giorgio Moroder                                      | 1985                  | -                     | -               | -            |               |
| To Be Number One                                                    | 1990                  | -                     | -               | -            |               |
| Forever Dancing                                                     | 1992                  | -                     | -               | -            |               |
| 16 Early Hits                                                       | 1996                  | -                     | -               | -            | Verzamelalbum |
| The Best of Giorgio Moroder                                         | 2001                  | -                     | -               | -            | Verzamelalbum |
| Déjà Vu                                                             | 12-06-2015            | 20-06-2015            | 50              | 1            |               |

### Singles
| Single met eventuele hitnotering(en) in de Nederlandse Top 40 | Datum van verschijnen | Datum van binnenkomst | Hoogste positie | Aantal weken | Opmerkingen                                           |
| ------------------------------------------------------------- | --------------------- | --------------------- | --------------- | ------------ | ----------------------------------------------------- |
| Looky, Looky                                                  | 1970                  | -                     | tip 15          | -            |                                                       |
| Son of My Father                                              | 1972                  | -                     | tip 8           | -            |                                                       |
| From Here to Eternity                                         | 1977                  | 26-11-1977            | 19              | 6            | Nr. 22 in de Single Top 100                           |
| Chase                                                         | 1979                  | -                     | tip 8           | -            |                                                       |
| A Love Affair (met Joe Esposito)                              | 1983                  | -                     | tip 17          | -            |                                                       |
| Lady, Lady (met Joe Esposito)                                 | 1983                  | -                     | tip 10          | -            |                                                       |
| Together in Electric Dreams ((met Philip Oakey)               | 1984                  | 03-11-1984            | 15              | 8            | Nr. 35 in de Single Top 100                           |
| Reach Out (met Paul Engemann)                                 | 1984                  | -                     | -               | -            | Nr. 47 in de Single Top 100                           |
| The Chase (vs. Jam & Spoon)                                   | 2000                  | -                     | tip 5           | -            | Nr. 68 in de Single Top 100 / Dancesmash op Radio 538 |
| Right Here, Right Now (met Kylie Minogue)                     | 2015                  | -                     | tip 14          | -            |                                                       |

## Soundtracks
- 1972: Die Klosterschülerinnen
- 1978: Midnight Express
- 1978: Battlestar Galactica
- 1980: American Gigolo
- 1980: Foxes
- 1982: Cat People
- 1983: Superman III (met Ken Thorne)
- 1983: Flashdance
- 1983: Scarface
- 1983: D.C. Cab
- 1984: The NeverEnding Story (met Klaus Doldinger)
- 1984: Electric Dreams
- 1984: Metropolis
- 1986: Top Gun (met Harold Faltermeyer)
- 1987: Over the Top
- 1988: Mamba
- 1988: Another Way
- 1989: Let it Ride
- 1990: The NeverEnding Story II: The Next Chapter (met Robert Folk)
- 1992: Jackpot
- 1996: Pepolino und der Schatz der Meerjungfrau
- 2016: The Assignment (met Raney Shockne)

## Computerspellen
- 2006: Scarface: The World Is Yours
- 2013: Racer (in web game voor Google Chrome)
- 2016: TRON RUN/r

## Televisieprogramma's
- 1972: Oswalt Kolle: Liebe als Gesellschaftsspiel (documentaire)
- 1986: Von Kastelruth nach Hollywood (documentaire)
- 1994: Fantastic Four (televisieserie, 3 afleveringen)
- 2003: Impressionen unter wasser (documentaire)
- 2005: When Disco Ruled the World (televisiefilm)
- 2006: Rock and Roll Hall of Fame Induction Ceremony (televisiefilm)
- 2011: Saviono racconta Scarface (documentaire)
- 2016: Queen of the South (Netflix series)

## Prijzen en nominaties

### Academy Awards
| Jaar | Titel            | Categorie        | Uitslag  |
| ---- | ---------------- | ---------------- | -------- |
| 1979 | Midnight Express | Beste filmmuziek | Gewonnen |
| 1984 | Flashdance       | Beste filmsong   | Gewonnen |
| 1987 | Top Gun          | Beste filmsong   | Gewonnen |

### Golden Globe Awards
| Jaar | Titel            | Categorie        | Uitslag     |
| ---- | ---------------- | ---------------- | ----------- |
| 1979 | Midnight Express | Beste filmmuziek | Gewonnen    |
| 1981 | American Gigolo  | Beste filmmuziek | Genomineerd |
| 1981 | American Gigolo  | Beste filmsong   | Genomineerd |
| 1983 | Cat People       | Beste filmmuziek | Genomineerd |
| 1983 | Cat People       | Beste filmsong   | Genomineerd |
| 1984 | Flashdance       | Beste filmmuziek | Gewonnen    |
| 1984 | Flashdance       | Beste filmsong   | Gewonnen    |
| 1987 | Top Gun          | Beste filmsong   | Gewonnen    |

### Grammy Awards
| Jaar | Titel                          | Categorie                                        | Uitslag     |
| ---- | ------------------------------ | ------------------------------------------------ | ----------- |
| 1979 | Midnight Express               | Beste muziek voor een film of televisiespecial   | Genomineerd |
| 1980 | Bad Girls (album)              | Album of the Year (als producer)                 | Genomineerd |
| 1980 | Dim All the Lights (song)      | Best Disco Recording (als producer)              | Genomineerd |
| 1984 | Flashdance                     | Beste muziek voor een film of televisiespecial   | Gewonnen    |
| 1998 | Carry On (song)                | Best Dance Recording (als mede-artiest/producer) | Gewonnen    |
| 2014 | Random Access Memories (album) | Album of the Year (als mede-artiest)             | Gewonnen    |

### NPO Radio 2 Top 2000
Van Giorgio Moroder stond alleen Together in electric dreams (met Philip Oakey) in 1999 in de NPO Radio 2 Top 2000, op plek 1910.